# Cometes lingafelteri
Cometes lingafelteri là một loài bọ cánh cứng trong họ Cerambycidae.